# 卡尔·布伦纳
卡尔·布伦纳（德語：Karl Brunner，1951年5月19日—），意大利男子雪橇运动员。他曾代表意大利参加1972年、1976年和1980年冬季奥林匹克运动会雪橇比赛，其中1980年冬季奥运会获得一枚银牌。